# 性感科拉
性感科拉（原名卡罗林·埃伯特，Carolin Ebert，1987年5月2日—2011年1月20日）是德国一位色情演员、模特。曾出演第十季《老大哥》（Big Brother）。之后还推出了两张单曲My Love – La, La, La和Lass uns kicken。2011年在隆胸手术时突发心脏病去世。

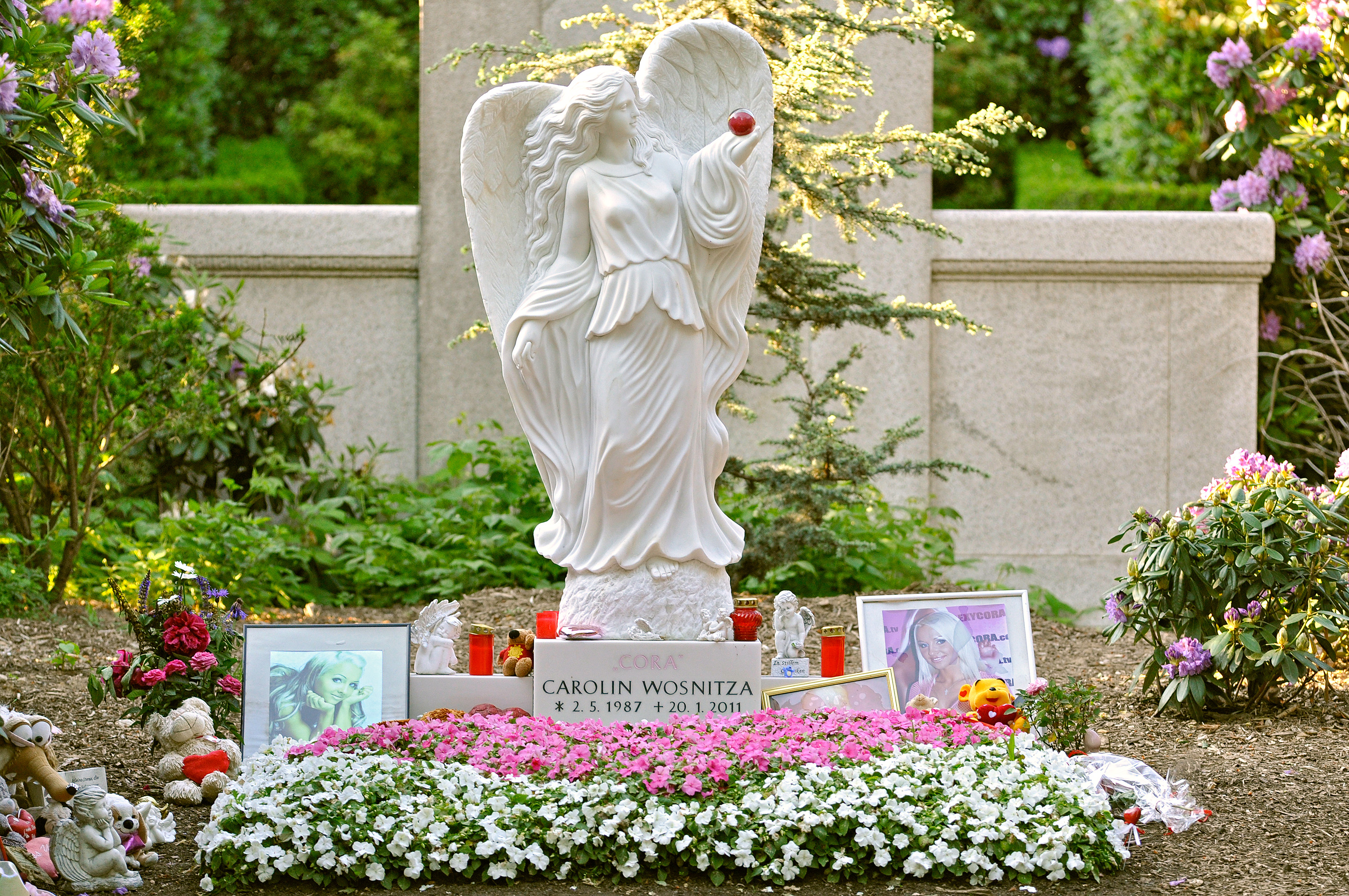
性感科拉的墓園